# Zwartebroek
Zwartebroek est un village appartenant à la commune néerlandaise de Barneveld. Le 1er janvier 2006, le village comptait 1 260 habitants.